# Storsjöloken
Storsjöloken är en sjö i Bergs kommun i Jämtland och ingår i Ljungans huvudavrinningsområde. Sjön har en area på 0,0913 kvadratkilometer och ligger 650,4 meter över havet.

## Delavrinningsområde
Storsjöloken ingår i det delavrinningsområde (696387-137915) som SMHI kallar för Mynnar i Ringbrynnsbäcken. Medelhöjden är 675 meter över havet och ytan är 1,5 kvadratkilometer. Det finns ett avrinningsområde uppströms, och räknas det in blir den ackumulerade arean 2,41 kvadratkilometer. Vattendraget som avvattnar avrinningsområdet har biflödesordning 4, vilket innebär att vattnet flödar genom totalt 4 vattendrag innan det når havet efter 302 kilometer. Avrinningsområdet består mestadels av skog (85 procent). Avrinningsområdet har 0,09 kvadratkilometer vattenytor vilket ger det en sjöprocent på 6,1 procent.